# Trener mjeseca HNL-a
Trener mjeseca HNL-a nogometna je nagrada koja se dodjeljuje na mjesečnoj razini najboljem treneru u HNL-u tijekom prethodnog mjeseca sezone. 
Na sjednici Hrvatskog nogometnog saveza u srpnju 2024. donesena je odluka o osnivanju mjesečnih i sezonskih nagrada po uzoru na strane lige.
U procesu glasanja glasovi publike nose 30 %, glasovi panela od 20 članova nose 40 % te glasovi klubova koji sudjeluju u ligi 30 % udjela u izboru.

## Dobitnici
| Mjesec   | Godina | Trener           | Klub          | Izvor  |
| -------- | ------ | ---------------- | ------------- | ------ |
| Kolovoz  | 2024.  | Sergej Jakirović | Dinamo Zagreb | [ 3 ]  |
| Rujan    | 2024.  | Gennaro Gattuso  | Hajduk Split  | [ 4 ]  |
| Listopad | 2024.  | Gennaro Gattuso  | Hajduk Split  | [ 5 ]  |
| Studeni  | 2024.  | Mario Kovačević  | Slaven Belupo | [ 6 ]  |
| Prosinac | 2024.  | Radomir Đalović  | Rijeka        | [ 7 ]  |
| Veljača  | 2025.  | Mario Kovačević  | Slaven Belupo | [ 8 ]  |
| Ožujak   | 2025.  | Mario Kovačević  | Slaven Belupo | [ 9 ]  |
| Travanj  | 2025.  | Gonzalo García   | Istra 1961    | [ 10 ] |

## Vanjske poveznice
- Povijest